# Xaïkh Ahmad (Astracan)
Xaïkh Ahmed fou un kan d'Astracan que apareix esmentat a l'entorn del 1530.
Hauria governat entre Hussein Khan i Qasim II, en un període en què les informacions sobre el kanat desapareixen. El 1532 ja apareix governant Qasim II que era fill de Sayyid Ahmad (potser Xaïkh Ahmad?).